# Glochina
Glochina is een ondergeslacht van het geslacht van insecten Dicranomyia binnen de familie steltmuggen (Limoniidae).

## Soorten
- D. (Glochina) bangerteri (Mendl, 1974)
- D. (Glochina) basifusca (Alexander, 1919)
- D. (Glochina) brevispina (Savchenko, 1976)
- D. (Glochina) cretica (Mendl, 1979)
- D. (Glochina) hansiana (Stary and Geiger, 1985)
- D. (Glochina) illingworthi (Alexander, 1914)
- D. (Glochina) kaszabi (Mannheims and Savchenko, 1973)
- D. (Glochina) kinensis (Alexander, 1936)
- D. (Glochina) liberta (Osten Sacken, 1860)
- D. (Glochina) mediterranea (Lackschewitz, 1942)
- D. (Glochina) pauli (Geiger, 1983)
- D. (Glochina) perobtusa (Alexander, 1945)
- D. (Glochina) persordida (Savchenko, 1976)
- D. (Glochina) schineriana (Alexander, 1964)
- D. (Glochina) sericata (Meigen, 1830)
- D. (Glochina) sordida (Brunetti, 1912)
- D. (Glochina) sordidipennis (Alexander, 1940)
- D. (Glochina) staryi (Geiger and Mendl, 1994)
- D. (Glochina) transsilvanica (Lackschewitz, 1928)
- D. (Glochina) tristis (Schummel, 1829)
- D. (Glochina) tristoides (Alexander, 1929)